# Kerné pohoří
Kerné pohoří lze definovat jako soustavu hrástí a propadlin (prolomů).

## Mechanismus vzniku
Tato pohoří vznikla vyzdvižením zemské kůry a jejím následným rozlámáním. Díky absenci masivního bočního tlaku nedosahují tato pohoří výrazné nadmořské výšky – maximálně 3 000 metrů. Při zlomu zemské kůry může místo poklesu dojít k posunu do strany, označovanému jako přesmyk ker.
Obdobím vzniku kerných pohoří je třetihorní zlomová  tektonika. O tom, zda dojde k rozlomení vrásy a tedy vzniku kerného pohoří, rozhoduje hlavně tlak, teplota a rychlost posunu hornin.

## Příklady
Kernými pohořími jsou např. Krušné hory, Orlické hory, Jeseníky, Rychlebské hory, Krkonoše, Apalačské hory (USA).